# Gefleckter Blütenbock

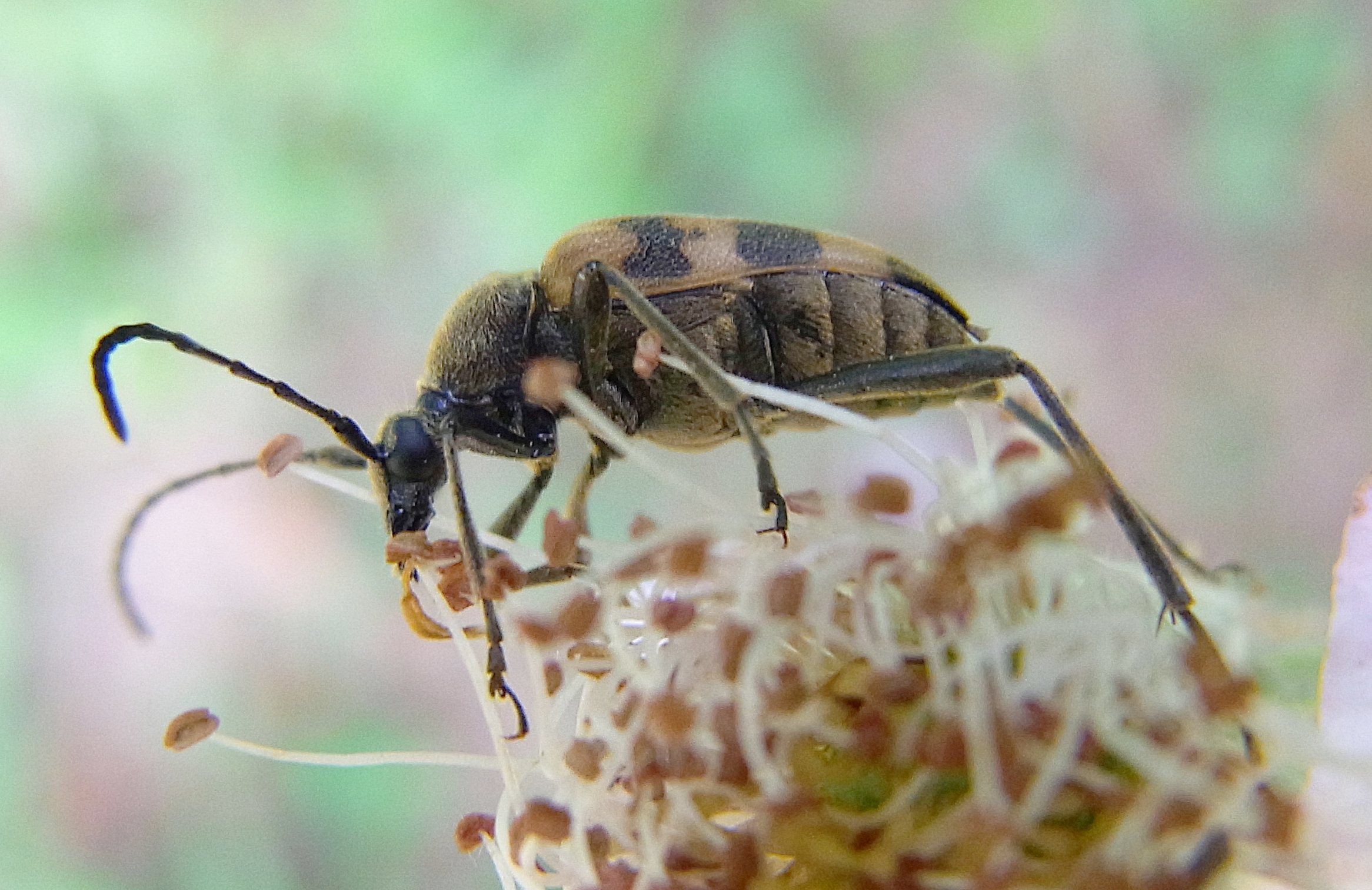
Seitenansicht

Der Gefleckte Blütenbock (Pachytodes cerambyciformis, Syn.: Judolia cerambyciformis) ist ein Bockkäfer.

## Beschreibung
Die 7 bis 11 mm große Art ist für einen Bockkäfer ziemlich gedrungen. Die braungelben Flügeldecken, die eine schwarze Fleckenzeichnung besitzen, sind nur etwa doppelt so lang wie breit und nach hinten deutlich verengt. Ausnahmsweise fehlen die Flecken völlig. Es sind vierzig verschiedene Fleckenzeichnungen bekannt. Die Art ähnelt Pachytodes erraticus. Die Unterschiede sind in der Tabelle aufgeführt.

## Vorkommen
Der Gefleckte Blütenbock bewohnt weite Teile Europas bis nach Kleinasien und in den Kaukasus, fehlt aber im Norden. In Mitteleuropa ist er eine der häufigsten Arten, besonders in hügeligen und gebirgigen Gegenden.

## Lebensweise
Die Larve lebt an den Wurzeln verschiedener Laub- und Nadelhölzer. Sie verlässt im April oder Mai das Holz und verpuppt sich in einer kleinen Erdhöhle. Von Juni bis August sind die Käfer zu finden, die sich häufig auf Blüten aufhalten.
| Vergleich von Pachytodes cerambyciformis und Pachytodes erraticus                        | Vergleich von Pachytodes cerambyciformis und Pachytodes erraticus                          | Vergleich von Pachytodes cerambyciformis und Pachytodes erraticus                                                                  |
| ---------------------------------------------------------------------------------------- | ------------------------------------------------------------------------------------------ | --- |
| Flügeldecken, Ausschnitt in Höhe der mittleren Binde, rechts Flügeldeckennaht            | Flügeldecken, Ausschnitt in Höhe der mittleren Binde, rechts Flügeldeckennaht              | Hinterbein, Ausschnitt |
|                                                                                          |                                                                                            | |
| Bild 3: P. cerambyciformis                                                               |                                                                                            | |
|                                                                                          |                                                                                            | |
| Bild 1: P. cerambyciformis matt Punktierung grob Abstand zwischen den Punkten gratförmig | Bild 2: P. erraticus glänzend Punktierung weniger grob Abstand zwischen den Punkten größer | Bild 4:P. erraticus Schwarzer Balken:Länge des 3. Tar- sengliedes mit Tiefe des Einschnittes Grüne Linie: Ende des 4. Tarsenglieds |